# Haukiluoto (ö i Mellersta Finland)
Haukiluoto är en ö i Finland. Den ligger i sjön Kivijärvi och i kommunen Kannonkoski i den ekonomiska regionen  Saarijärvi-Viitasaari och landskapet Mellersta Finland, i den centrala delen av landet, 300 km norr om huvudstaden Helsingfors. Öns största längd är 40 meter i sydväst-nordöstlig riktning.